# 일본 26 성인 기념관

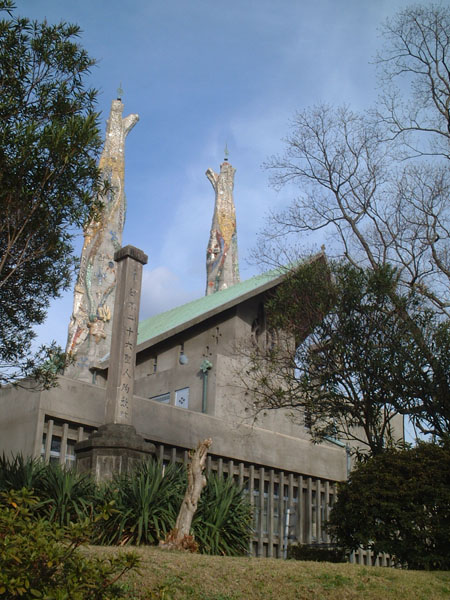
일본 26 성인 기념관

일본 26 성인 기념관(日本二十六聖人記念館)은 일본 나가사키현 나가사키시에 있는 일본 26위 성인을 기리기 위한 목적으로 가톨릭 교회에 의해 설립된 박물관이다. 나가사키현 사적 니시자카 언덕이 있는 니시자카 공원에 인접하고 있다. 디자인은 이마이 겐지의 철근 콘크리트로 만들어진 3층이다. 일본 26위 성인의 시성 100주년이 되는 1962년에 개관하였다.